# Лишан и Сипърм
Лишан и Сипърм или Горно Лишани (на албански: Lishan i Sipërm или Lishani i Sipërm) е село в Република Албания, част от община Дебър, административна област Дебър.

## География
Селото е разположено в историко-географската област Долни Дебър по долината на Черни Дрин.

## История
След Балканската война в 1913 година селото попада в новосъздадена Албания.
До 2015 година селото е част от община Лузни.